# Alex Hitzinger
Alex Hitzinger (* 23. října 1971) je Němec, technický ředitel týmu Formule 1 Scuderia Toro Rosso. Hitzinger plní roli vedoucího pokročilých technologií pro tým F1 Red Bull. V pozici nahradil Gabrielle Tredoziho, poté, co pracoval s Cosworthem, nejprve jako vedoucí programu šampionátu světové rally Forda Coswortha a později jako vedoucí vývoje F1.
Hitzinger bydlí ve Faenze v Itálii, domovském městě týmu Toro Rosso.